# Elachertus obliquus
Elachertus obliquus is een vliesvleugelig insect uit de familie Eulophidae. De wetenschappelijke naam is voor het eerst geldig gepubliceerd in 2001 door Zhu & Huang.